# Hammerdamm

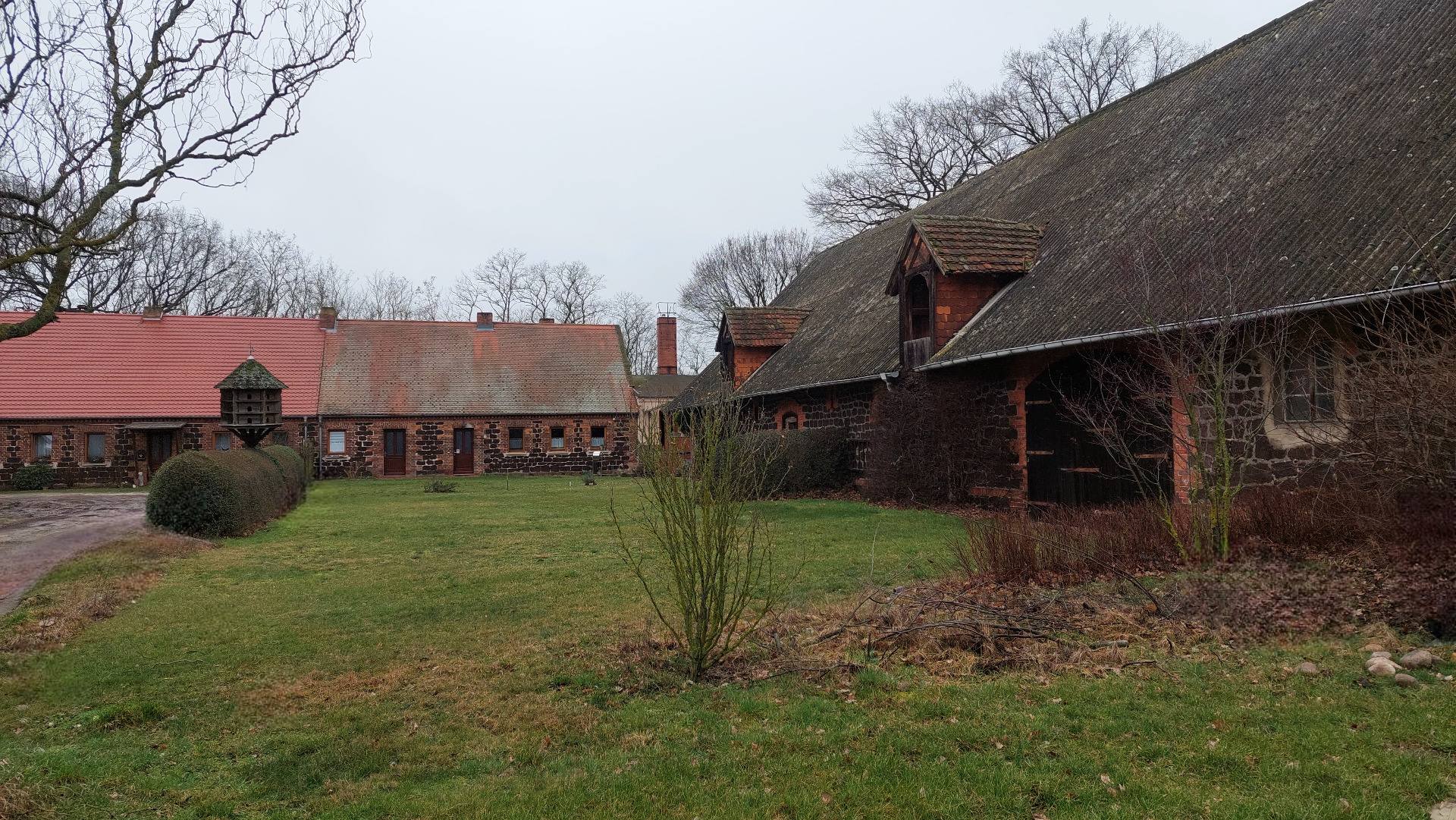
Südwestliche Innenecke des Dreiseithofs

Hammerdamm ist ein bewohnter Gemeindeteil der Gemeinde Golzow im brandenburgischen Landkreis Potsdam-Mittelmark.
Der Gemeindeteil liegt im westlichen Teil der Gemeinde Golzow, rund 2,5 Kilometer westlich des Hauptorts Golzow, etwa auf halber Strecke zwischen Königsberg und Lucksfleiß. Das ehemalige Vorwerk – ein Dreiseithof, der aus einem Wohngebäude und mehreren ehemaligen Stallgebäuden besteht – steht heute unter Denkmalschutz.

## Geschichte

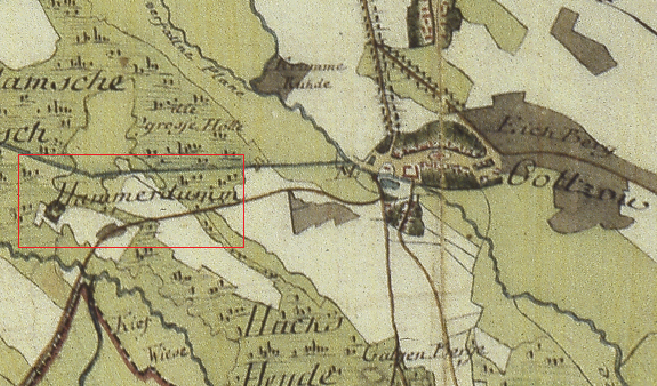
Hammerdamm (rot umrahmt) im Schmettauschen Kartenwerk (1767–1787)

Der Name Hammerdamm lässt sich bis ins Jahr 1532 zurückverfolgen, als Flurname biss an Hamertham. Dieser Name leitet sich vermutlich aus der Verarbeitung des dort vorkommenden Raseneisensteins ab. Dieser diente zwar vorrangig zur Eisengewinnung, jedoch auch als Baumaterial. Das bräunliche Material wurde zum Bau der Gebäude des Dreiseithofs eingesetzt. Die Maueröffnungen hingegen werden von roten Ziegeln umrahmt.
In der Zeit um 1690 ist Hammerdamm, bereits in der heutigen Schreibweise, als Vorwerck Hammerdamm verzeichnet. Um 1721 wird Hammerdamm als Meierei bezeichnet; seit 1745 hingegen als Vorwerk. 1801 wird Hammerdamm als Vorwerk mit zehn Lehnhufen und einer Feuerstelle (d. h. einer Wohnstätte) erwähnt. 1858 bestanden ein Wohn- sowie fünf Wirtschaftsgebäude.
Das Gut Golzow war über Jahrhunderte im Besitz der Familie Rochow. Nach dem Tode des letzten Gutsherrn Wichard von Rochow im Jahre 1921, fiel das Gut an eine Erbgemeinschaft seiner vier Töchter, da er keinen männlichen Erben hinterließ. Gutsverwalter wurde sein Schwiegersohn Harald von Jorck. Dieser verkaufte das Vorwerk Hammerdamm 1937 an den Industriellen Wilhelm Zangen, der sich dort einen Jagdsitz einrichtete. Aus dieser Zeit stammt auch ein ebenfalls denkmalgeschützter Taubenschlag. Nach dem Zweiten Weltkrieg erfolgte die Enteignung.
Nach der Wende erwarb ein Enkel Wilhelm Zangens einen Teil der Gebäude. Er ließ zunächst ein Gebäude als Wochenendhaus wiederherrichten und lässt seit 2022 ein fast neunzig Meter langes Scheunengebäude denkmalgerecht umbauen. Dort sollen neun Mietwohnungen entstehen; jede etwa 110 Quadratmeter groß.